# 유윌 파인드 아웃
유윌 파인드 아웃(You'll Find Out)은 미국에서 제작된 데이빗 버틀러 감독의 1940년 코미디, 공포, 뮤지컬, 미스터리, 멜로/로맨스 영화이다. 케이 카이저 등이 주연으로 출연하였고 데이빗 버틀러 등이 제작에 참여하였다.

## 출연

### 주연
- 케이 카이저
- 피터 로어

### 조연
- 보리스 칼로프
- 벨라 루고시
- 헬렌 패리시
- 데니스 오키프
- 엘머 크루거
- 조셉 이근턴
- 케이 카이저 밴드
- 지니 심스
- 해리 버빗
- M.A. 보그
- 설리 메이슨
- 메리 보바드
- 제프 코리
- 루이즈 커리
- 베스 플라워스
- 리처드 키플링
- 래리 맥그레이스
- 프랭크 밀스
- 도로시 무어
- 레오나드 머디
- 조셉 노스
- 프랭크 오코너
- 벨루아 파킹턴
- 제인 패튼
- 윌리엄 텔라크

## 제작진
- 세트: 다렐 실베라
- 의상: 에드워드 스티븐슨